# Lutztrema
Lutztrema ist eine Gattung der Saugwürmer. Sie sind Parasiten der Gallenblase bei Vögeln.

## Merkmale
Der Körper ist länglich. Die Körperoberfläche trägt keine Dornen. Der Mundsaugnapf ist kleiner als der Bauchsaugnapf. Der Pharynx ist klein, der Ösophagus lang und setzt sich als einzelner, geschlängelter Blinddarm fort, der nicht bis zum Hinterende reicht. Die beiden Hoden liegen entweder hintereinander oder schräg versetzt. Der Cirrus-Sack ist länglich. Die Geschlechtsöffnung liegt mittig zwischen beiden Saugnäpfen. Das Ovar ist kleiner als die Hoden und liegt dicht hinter dem hinteren Hoden. Der stark geschlängelte Uterus nimmt den gesamten Hinterkörper ein. Der Dotterstock beginnt hinter den Hoden, besteht aus relativ wenigen, aber großen Follikeln und ist in Form zwei seitlicher Bänder ausgebildet. Das Exkretionsbläschen ist I-förmig, seine Öffnung liegt endständig.
Erkennungsmerkmal zur Identifizierung der Gattung ist der einzelne Blinddarm.
Zur Gattung gehören:
- Lutztrema monenteron
- Lutztrema obliquum (Typspezies)
- Lutztrema vanelli